# Петушки (станция)
Петушки́ — железнодорожная станция Горьковской железной дороги в одноимённом городе Владимирской области, на участке Москва — Владимир современного хода Транссиба. Станция открыта в 1861 году.
Стыковая станция, передаточная с Горьковской железной дороги на Московскую (далее на Москву Горьковского направления Московской железной дороги). Граница дорог находится у западной границы станции, у входных светофоров на отметке 122,0 км.

## Инфраструктура и маршруты
На станции одна островная платформа и одна боковая платформа, платформы соединены пешеходным путепроводом. Станция не оборудована турникетами. Имеется вокзал. Время движения от Курского вокзала около 2 часов 12 минут и 58 минут от станции Владимир На станции останавливаются все электропоезда, включая экспрессы Москва — Владимир. Станция является конечной для 14 (по выходным дням для 17) пар электропоездов в сторону Москвы.

## Упоминания в литературе
Станция знаменита как конечный пункт, куда направлялся герой книги «Москва — Петушки» Венедикта Ерофеева:
Петушки — это место, где не умолкают птицы, ни днём, ни ночью, где ни зимой, ни летом не отцветает жасмин. Первородный грех — может, он и был — там никого не тяготит. Там даже у тех, кто не просыхает по неделям, взгляд бездонен и ясен...

## Фотогалерея
- Островная платформа станции Петушки
- Паровоз-памятник Л-0872 на станции Петушки
- Экспресс Москва — Владимир в Петушках
- Вокзал станции
- Гиперболоидная водонапорная башня конструкции академика В. Г. Шухова